# CherryPy
CherryPy は、Pythonプログラミング言語を用いたオブジェクト指向のWebアプリケーションフレームワークである。
HTTPプロトコルを(Adapterで)ラップすることによるWebアプリケーションの素早い開発を目的として設計されている。しかし、低レベルの位置にとどまり、RFC 2616で定義されている以上の機能は提供しない。
CherryPy は Web サーバそのものとして動作することもでき、また(Apache 2 などを含む)WSGI環境であれば、外部から起動させることもできる。CherryPy は、出力を表示させるためのテンプレートや、バックエンドへのアクセス、認証プロトコルなどの処理は行わない。フレームワークは、7つの関数をもつ簡潔なインタフェースからなるフィルターによって拡張可能である。これらは、リクエスト/レスポンス処理中の定義された場所で呼び出される。

## Python インターフェイス
プロジェクトの創設者Remi Delonの目的の一つが、CherryPy を可能な限りPythonらしくすることであった。これにより開発者がこのフレームワークを標準の Python モジュールとして使用することができ、（技術的な観点からは）アプリケーションが web 用であることを忘れることができる。
たとえば、よくある Hello World は CherryPy では以下のようになる:
```
import
 
cherrypy

class
 
HelloWorld
(
object
):

    
@cherrypy
.
expose

    
def
 
index
(
self
):

        
return
 
"Hello World!"

cherrypy
.
quickstart
(
HelloWorld
())

```

## 関連書籍
- CherryPy Essentials: Rapid Python Web Application Development, First Edition (March 2007), ISBN 978-1-904811-84-8

## 参照
1. ↑  “Release v18.10.0” (15 6月 2024). 2 2月 2025閲覧。